# Valse prachtridderwants
De valse prachtridderwants (Lygaeus simulans) is een wants uit de familie van de bodemwantsen (Lygaeidae). De wetenschappelijke naam werd gepubliceerd in 1985 door Jürgen Deckert.

## Uiterlijk
De langwerpige rood met zwarte wants is altijd langvleugelig en kan 10 tot 13,5 mm lang worden. De zwarte tekening op de bovenkant van de wants lijkt op een ridderkruis, vandaar de naam ridderwants. De kop is zwart met een rode voorkant, het scutellum is ook zwart en het halsschild is rood met aan de voor en achterkant een zwarte vlek. Over de rode voorvleugels loopt in het midden een brede onregelmatige zwarte baan. Het gebied rond het scutellum heeft een ronde zwarte vlek. Het zwart doorzichtige deel van de voorvleugels heeft in het midden een witte ronde vlek , een witte dunne band erboven en aan de zijkant ernaast een klein wit vlekje. Het achterlijf heeft een rood connexivum met op elk segment een zwart vlekje. De pootjes zijn net als de antennes geheel zwart. De valse prachtridderwants is nagenoeg niet te onderscheiden van de prachtridderwants (Lygaeus equestris); die heeft echter een iets kleiner rood deel aan de voorkant van de kop en smallere zwarte randen. De beharing van het scutellum is anders en de vorm van de antennebasis is anders. De wants lijkt ook enigszins op de praalridderwants (Melanocoryphus albomaculatus) en de kleine praalridderwants (Horvathiolus superbus); die hebben echter alle twee een volledig zwarte kop.

## Leefwijze
De bodemwants doorstaat de winter als imago en er is een enkele generatie per jaar. De paring vindt plaats van maart tot juli. De wantsen leven in warme droge gebieden op witte engbloem (Vincetoxicum hirundinaria) en voorjaarsadonis (Adonis vernalis). De waardplanten zijn geïntroduceerd met fazantenvoer. Door de gifstoffen die ze uit deze planten opnemen zijn ze oneetbaar voor hun vijanden.

## Leefgebied
De soort is in Nederland zeer zeldzaam. De eerste waarnemingen stammen uit 2009. De wantsen komen voor Zuidelijk- Midden- en vooral Oost-Europa. en het verspreidingsgebied strekt zich verder uit naar het oosten tot in Mongolië en China.